# El cuervo (poema)
El cuervo (en inglés: The Raven) es un poema narrativo escrito por Edgar Allan Poe, publicado por primera vez en 1845. Constituye su composición poética más famosa, ya que le dio reconocimiento internacional. Son notables su musicalidad, el lenguaje estilizado y la atmósfera sobrenatural que logra recrear. El texto narra la misteriosa visita de un cuervo parlante a la casa de un amante afligido, y del lento descenso hacia la locura de este último. El amante, que a menudo se ha identificado como un estudiante, llora la pérdida de su amada, Leonora. El cuervo negro, posado sobre un busto de Palas Atenea, parece azuzar su sufrimiento con la constante repetición de las palabras «Nunca más» (Nevermore). En el poema, Poe hace alusión al folclore y a varias obras clásicas.
Poe afirmaba haber escrito el poema de forma muy lógica y metódica. Su intención era crear un poema que pudiese gustar tanto a las clases populares como a las personas de gusto más refinado, como explica él mismo en el que fue su siguiente ensayo: la «Filosofía de la composición». El poema se inspira parcialmente en la figura del cuervo parlante de la novela Barnaby Rudge de Charles Dickens. Poe toma prestados el complejo ritmo y la métrica del poema «Geraldine», de Elizabeth Barrett Browning.
La publicación de El cuervo, el 29 de enero de 1845 en el diario New York Evening Mirror, convirtió a Poe en un personaje muy popular en su época. Pronto se hicieron reimpresiones, parodias y versiones ilustradas del poema. Aunque algunos críticos mantienen opiniones diversas acerca de su valor literario, el poema sigue siendo una de las composiciones más famosas que se han escrito en lengua inglesa.

## Argumento

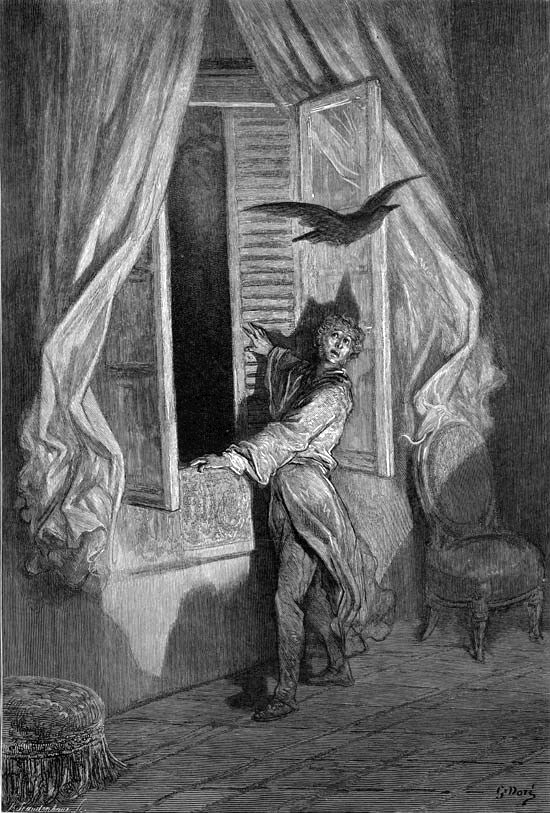
«Sin cumplido o miramiento», ilustrado por Gustave Doré (1884).

El cuervo sigue a un narrador sin nombre, que al principio está sentado leyendo «un raro infolio de olvidados cronicones», con la intención de olvidar la pérdida de su amada Leonora. Un «golpeteo en la puerta de su habitación» no revela nada, pero incita al alma a «encenderse». Se oye un golpeteo similar, ligeramente más fuerte, esta vez en la ventana. Cuando el joven va a investigar, un cuervo entra a su habitación. Sin prestar atención al hombre, el cuervo se posa sobre un busto de Palas. Divertido por el comportamiento del ave, cómico y serio a la vez, el hombre le pregunta su nombre. La única respuesta del cuervo es: «Nunca más». El narrador se muestra sorprendido ante la capacidad del ave para hablar, si bien no dice otra cosa. Supone que el cuervo aprendió a decir «Nunca más» de algún «amo infeliz», y que es lo único que sabe decir. El narrador comenta que su «amigo» el cuervo pronto se irá volando de su vida, así como «otros amigos se han ido volando antes» junto con sus esperanzas. Como contestándole, el cuervo vuelve a decir «Nunca más». El narrador se convence de que esa única palabra, «Nevermore» (‘nunca más’), posiblemente adquirida de un viejo amo con mala suerte, es lo único que puede decir.
Aun así, el narrador coloca su silla justo enfrente del cuervo, determinado a saber más sobre él. Se queda pensando por un momento, sin decir nada, pero su mente lo lleva de nuevo a su perdida Leonora. Piensa que el cuervo es una criatura demoníaca y le ordena que se vaya, sin embargo este no se va y se queda allí para siempre, dejando al narrador con profunda soledad y tristeza, sabiendo que «nunca más» saldrá de la sombra de la soledad.

## Análisis
Poe escribió el poema como una narrativa, sin crear intencionalmente una alegoría o caer en el didactismo. El tema central del poema es la devoción sin fin. El narrador experimenta un perverso conflicto entre el deseo de recordar y el deseo de olvidar. Parece sentir algo de placer en enfocarse en su pérdida. El narrador asume que «nunca más» es lo único que logra retener el ave, y aun así continúa haciéndole preguntas, sabiendo cuál será la respuesta. Sus preguntas, entonces, son deliberadamente autodespreciativas y lo llevan aún más a ese sentimiento de pérdida. Poe no deja en claro si el cuervo en realidad entiende lo que dice o si su intención es crear una reacción en el narrador del poema. El narrador comienza débil y cansado, se torna desconsolado y arrepentido antes de pasar a la histeria y, al final, a la locura.

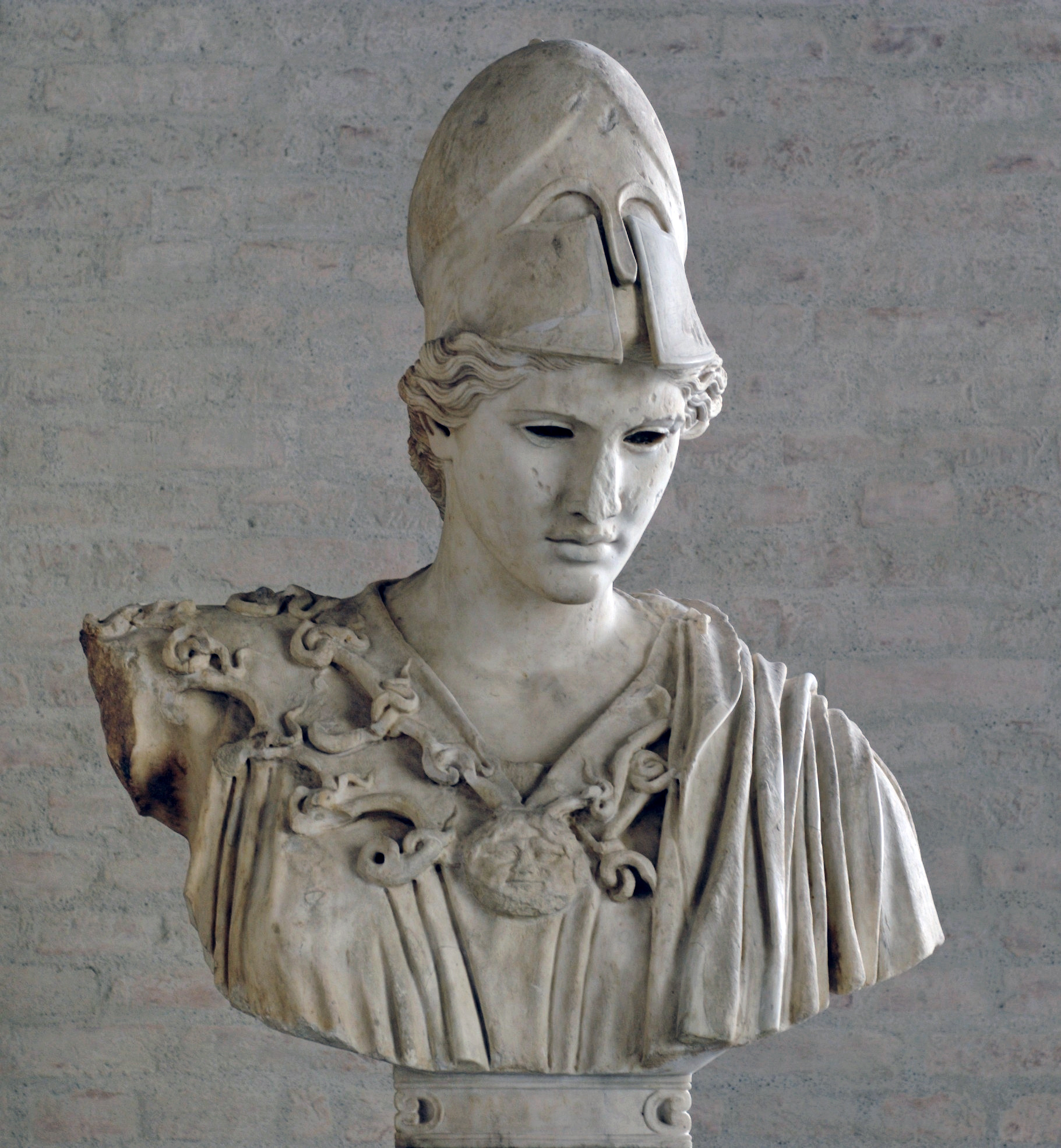
El cuervo se posa en un busto de Palas Atenea, un símbolo de sabiduría que sugiere que el narrador es un erudito.

### Alusiones
Edgar Allan Poe afirma que el narrador es un joven estudiante. Pese a que esto no esté explícitamente en el texto, es mencionado en “La filosofía de la composición”. También se sugiere dentro del poema en el hecho de que comience con el joven leyendo un libro, y por el busto de Palas Atenea, diosa griega de la sabiduría.
Él está leyendo «más que un montón de pintorescas y curiosas tradiciones olvidadas». Similar a los estudios indicados en la corta historia de Poe, Ligeia, estas tradiciones pueden referir a lo oculto o a la magia negra. Esto se enfatiza en la elección del autor de ubicar el relato en el mes de diciembre, un mes en que se cree que las fuerzas de la oscuridad están especialmente activas. El uso de un cuervo — el “pájaro del demonio” — también sugiere esto. La imagen demoníaca se enfatiza por la creencia del narrador de que el cuervo es de «la ribera plutónica de la noche», o un mensajero del más allá, refiriéndose a Plutón, el dios romano del inframundo, también conocido como Hades en la mitología griega.
Poe eligió un cuervo para ser el tema central de la historia porque quería una criatura que no razonara pero que fuera capaz de hablar. Decidió utilizar un cuervo, el cual él que consideró igualmente capaz del habla que un loro al concordar esto con el deseado tono del poema. Poe dijo que el cuervo estaba pensado para simbolizar el triste e interminable recuerdo. También se inspiró en Grip, el cuervo de Barnaby Rudge: A Tale of the Riots of 'Eighty de Charles Dickens. Una escena en particular tiene un parecido con El cuervo: al final del quinto capítulo, Grip hace un sonido y alguien dice, «¿Qué fue eso – él, golpeando la puerta?» La respuesta es: «Es alguien golpeando suavemente los postigos.» El cuervo de Dickens podía decir muchas palabras y tenía sus momentos humorísticos, incluyendo el salto del corcho de champaña, pero Poe enfatizó las cualidades más dramáticas del ave. Poe había escrito una crítica de Barnaby Rudge para la Graham's Magazine diciendo, entre otras cosas, que el cuervo debería haber servido para un propósito más poético y simbólico. La similitud no pasó desapercibida: James Russel Lowell, en su A Fable for Critics, escribió el verso, «Here comes Poe with his raven, like Barnaby Rudge / Three-fifths of him genius and two-fifths sheer fudge.», que en español sería: Aquí viene Poe con su cuervo, como Barnaby Rudge / tres quintos de su genialidad y dos quintos de puras tonterías. Poe podría haberse valido también de varias referencias a cuervos en la mitología y el folclore. En la mitología nórdica, Odín poseía dos cuervos llamados Hugin y Munin, quienes representaban el pensamiento y la memoria. En Las metamorfosis de Ovidio, un cuervo también comienza blanco antes de que Apolo lo castigara, al convertirlo en negro, por enviar un mensaje de la infidelidad de una amante. La idea de un cuervo mensajero en el cuento de Poe puede haber sido inspirada en estas historias.
Poe también menciona al Bálsamo de la Meca, una referencia al Libro de Jeremías de la Biblia: «no hay bálsamo en Gilead; ¿no hay ningún médico ahí? ¿Por qué no se ha recobrado entonces la salud de la hija de mi pueblo?» En ese contexto, el bálsamo de Gilead es una resina usada para fines medicinales (lo cual sugiere, quizá, que el narrador necesita ser curado después de la pérdida de Lenore). Él también refiere a «Aidenn», otra palabra del Jardín del Edén, aunque Poe la usa para preguntar si Lenore ha sido aceptada en el paraíso. Por otro lado, el narrador imagina que un serafín ha entrado en la habitación. Piensa que ellos intentan llevarse sus recuerdos de Lenore, para lo cual utilizan nepenthe, una droga mencionada en la Odisea de Homero para inducir el olvido.

### Estructura poética
El poema está compuesto por 18 estrofas de 6 versos cada una. Generalmente, la métrica es trocaica octómetra — ocho troqueos por línea. Cada troqueo teniendo una sílaba acentuada seguida de otra sin acentuar. La primera línea del poema original, por ejemplo, (con negrita para representar sílabas acentuadas)  "Once upon a midnight dreary, while I pondered, weak and weary". Edgar Allan Poe, sin embargo, afirmó que el poema era una combinación de octómetro acataléctico, heptámetro cataléctico, y tetrámetro cataléctico. El esquema rítmico es ABCBBB y hace gran uso de la rima interna («dreary» y «weary»; «Once upon» y «while I pon-») y de la aliteración («Doubting, dreaming dreams...»). El poeta del siglo veinte Daniel Hoffman sugirió que la estructura y métrica del poema es tan rígida que parece casi artificial, aunque su cualidad “magnética” lo supera. Poe basó la estructura de El cuervo en la complicada rima y ritmo del poema «Lady Geraldine's Courtship» de Elizabeth Barrett; había criticado el trabajo de Barrett en el artículo de enero de 1845 de la revista Broadway Journal y dijo que «su inspiración poética es lo más alto que podemos concebir. Su sentido del arte es puro en sí mismo.» Acerca de «Lady Geraldine's Courtship» dijo, «Jamás he leído un poema que combinara de esa manera tanta de la más feroz pasión con tanta de la más delicada imaginación.»

## Historia de la publicación

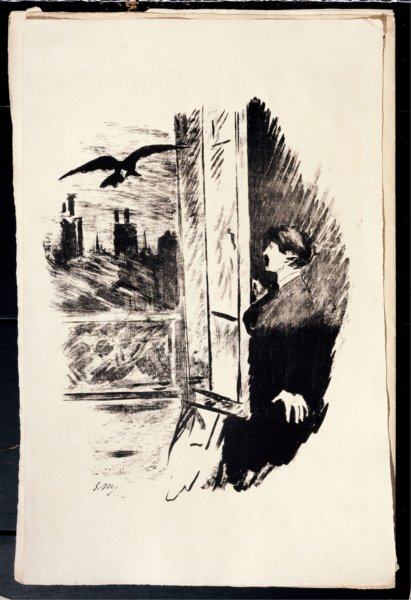
La ilustración de Édouard Manet del poema fue una de las tantas realizadas luego de la primera publicación.

Poe primero le dio El cuervo a su amigo y antiguo patrón George Rex Graham, de la Graham's Magazine de Filadelfia. Graham rechazó el poema, que podría no haber estado en su sexto final, aunque le dio a Poe $15 por caridad. Poe intentó entonces poner su poema en American Review: A Whig Journal,, que le pagó $9 por él. Aunque fue vendido primero a The American Review, que lo imprimió en 1845. El cuervo fue publicado por primera vez en el «Evening Mirror» el 29 de enero de 1845, aun antes de la publicación oficial. Nathaniel Parker Willis, editor de Mirror, lo presentó como «inigualable en la poesía en inglés para sutil concepción, magistral ingenio de la versificación, y constante, sustentante del impulso imaginativo... se fijará en la memoria de quien lo lea». Luego de esta publicación, el poema apareció en periódicos por gran parte de los Estados Unidos, incluyendo el New York Tribune (8 de febrero de 1845), Broadway Journal (vol. 1, 8 de febrero de 1845), Southern Literary Messenger (vol. 11, marzo de 1845), Literary Emporium (vol. 2, diciembre de 1845), Saturday Courier, 16 (25 de julio de 1846), y el Richmond Examiner (25 de septiembre de 1849). También ha aparecido en numerosas antologías, comenzando con Poets and Poetry of America editado por Rufus Wilmot Griswold en 1847.

### Ilustradores
Publicaciones posteriores de El cuervo incluyeron imágenes realizadas por prestigiosos ilustradores. Particularmente, en 1858 El cuervo apareció en una antología británica de Poe con ilustraciones de John Tenniel, el ilustrador de Alicia en el País de las Maravillas. El cuervo se publicó independientemente con espléndidos grabados por Gustave Doré en 1884, quien murió antes de su publicación. En 1875, una edición francesa con texto en francés e inglés fue publicada con litógrafos hechos por el afamado impresionista Édouard Manet y con traducción del simbolista Stephane Mallarmé.
Muchos artistas del siglo XX e ilustradores contemporáneos crearon ilustraciones basadas en El cuervo, entre ellos Edmund Dulac e István Orosz, Ryan Price, Odilon Redon y Gahan Wilson.

## Composición
Poe capitalizó el éxito de El cuervo publicando posteriormente su ensayo Filosofía de la composición (1846), en el que detalló la creación del poema. Su descripción es probablemente exagerada, aunque el ensayo sirve como una importante visión general de la teoría literaria de Poe. En él explica que cada componente del poema se basa en la lógica: el cuervo entra en la habitación para huir de la tormenta (la «lóbrega medianoche» en el «lóbrego diciembre»), y su posar en un pálido busto fue para crear un contraste visual con el negro del ave. Ningún aspecto del poema fue un accidente, dice Poe, sino que está basado en el total control del autor. Incluso el término Nevermore (En inglés «nunca más», pronunciado /ˈnɛ.və(ɹ).mɔː(ɹ)/) se utilizó por el efecto del sonido de la vocal larga (aunque Poe podría haberse inspirado por la palabra usada en los trabajos de Lord Byron o de Henry Wadsworth Longfellow). Poe había experimentado con el sonido de la o larga en muchos otros poemas: «no more» en el cuento "Silencio"; «evermore» en "The Conqueror Worm". El tema en sí mismo, dice, fue elegido porque «la muerte... de una bella mujer es sin duda el tema más poético del mundo». Dicho desde «los labios... de un desconsolado amante» es lo más apropiado para lograr el efecto deseado. Más allá de lo poético, la pérdida de Lenore podría haberse inspirado por eventos de la vida de Poe, como la temprana muerte de su madre, Eliza Poe, o la duradera enfermedad de su esposa, Virginia. Por último, Poe consideró a El cuervo un experimento que le viniera bien al gusto crítico y popular, accesible a los altos y medios mundos literarios. Se desconoce por cuánto tiempo Poe trabajó en El cuervo; la especulación abarca desde un único día a diez años. Poe recitó un poema que se cree que fue una temprana versión con un final alternativo de El cuervo en 1843 en Saratoga, Nueva York. Una temprana versión podría haber utilizado un búho en lugar de un cuervo.

## Traducciones

### En catalán
- Xavier Benguerel

- Miguel Forteza

- Txema Martínez

### En español
En español hay varias versiones del poema:
- Enrique González Martínez, publicada en El Mercurio, Guadalajara, Jalisco, México (septiembre de 1892);
- Enrique González Martínez, publicada en Occidente, Guadalajara, Jalisco, México (septiembre de 1945);[34]
- Leopoldo Díaz, publicada en su libro "Traducciones", 1897[35]
- Julio Cortázar, publicada (junto a un prólogo) en Cuentos de Poe por Alianza Editorial (1970).[36] Influenciado por la opinión de Jorge Luis Borges sobre cómo deben ser las traducciones, Cortázar decidió que para su abordaje era necesario que la musicalidad del poema traducido al español no debía ser exagerada con rimas, para no arruinar el contexto desgarrador y terrorífico del mismo; Cortázar también tuvo en cuenta que el mismísimo Poe criticaba a la gente que apreciaba la poesía sólo por la estructura y/o sus rimas y no por el contenido, que era lo que realmente valoraba Poe.

### En francés americano
- Charles Baudelaire: "Le corbeau" (1853)
- Stéphane Mallarmé: "Le corbeau" (1875)

### En portugués
- Fernando Pessoa "O Corvo" (1924)

### Retraducciones
- Juan Antonio Pérez Bonalde en 1887 (Nueva York, La América Publishing Company), reeditado en 1909 (Madrid);

- traducción anónima en 1895 (Valparaíso);
- Ignacio Mariscal en 1907 (Revista Ateneo);
- Agustín Aguilar y Francisco R. Ortega en 1910 (Cádiz);
- Carlos Obligado en 1942 (Buenos Aires, Espasa Calpe);
- Arturo Sánchez en 1974 (Barcelona, Ediciones 29);
- Francisco Pino en 1997 (Valladolid, Junta de Castilla y León);
- Andrés Ehrenhaus y Edgardo Dobry en 1998 (Madrid, Mondadori);
- María Cóndor y Gustavo Falaquera en 2000 (Madrid, Hiperión).

## Recepción crítica e impacto
En parte por su doble impresión, El cuervo hizo de Edgar Allan Poe un nombre famoso casi inmediatamente; la gente comenzó a identificar poema con poeta, con lo cual Poe se ganó el apodo de «El cuervo» El poema fue pronto ampliamente reimpreso, imitado y parodiado. Aunque esto lo hizo popular en su día, no le dio a Poe un gran éxito financiero.
El New World dijo, «La gente lee el poema y lo elogia... con justa razón, creemos, ya que nos parece lleno de originalidad y fuerza» The Pennsylvania Inquirer lo reimprimió con el encabezado «Un hermoso poema». Elizabeth Barrett escribió a Poe, «Tu 'cuervo' ha producido sensación, un ataque de horror, aquí en Inglaterra. Algunos de mis amigos se han dejado llevar por el miedo que produce y otros por su música. Oigo personas angustiadas por 'Nunca más'». La popularidad de Poe resultó en invitaciones para recitar El cuervo y a conferencias - con concurrencias públicas y privadas. En un salón literario, un invitado apuntó, «escuchar [a Poe] repetir 'El cuervo'... es un evento único en la vida.» Recordó que, «Él apagaría las luces hasta dejar la habitación casi oscura, entonces se pararía en el centro del apartamento y recitaría... en la más melodiosa de las voces... tan maravilloso era su poder como lector que los oyentes temerían respirar, no sea que el hechizo se rompiera». Las parodias surgieron especialmente en Boston, Nueva York y Filadelfia, incluyendo «The Craven» (El cobarde) de «Poh!», «The Gazelle »(La gacela), «The Whippoorwill» (El chotacabras), y «The Turkey» (El pavo) Una parodia, «The Pole-Cat», llamó la atención de Andrew Johnston, un abogado que lo envió a Abraham Lincoln. Aunque Lincoln admitió el gran sentido del humor del poema, jamás había leído antes El cuervo.
El cuervo fue elogiado por los escritores William Gilmore Simms y Margaret Fuller, aunque fue criticado por William Butler Yeats, quien lo llamó «insincero y vulgar... su despempeño, una jugarreta rítmica». El trascendentalista Ralph Waldo Emerson dijo, «No veo nada en él». Una crítica para la Southern Quarterly Review escrita en julio de 1848 decía que el poema estaba arruinado por «una salvaje y desenfrenada extravagancia» y que las cosas menores como el golpeteo a una puerta y una cortina revoloteando solamente afectarían a «un niño quien se hubiera afectado al borde de la imbecilidad por historias de fantasmas». Un anónimo escritor que se hacía llamar «Outis» sugirió en el Evening Mirror que El cuervo fue plagiado desde un poema llamado The Bird of the Dream (El pájaro del sueño) de un autor anónimo. El escritor mostró 18 similitudes entre los poemas, como respuesta a las acusaciones de Poe de plagio contra Henry Wadsworth Longfellow. Se ha sugerido que Outis era en realidad Cornelius Conway Felton, si no Poe mismo. Después de la muerte de Poe, su amigo Thomas Holley Chivers dijo que El cuervo fue plagiado de uno de sus poemas. En particular, él afirmó haber sido la inspiración para la métrica del poema así como de la frase «nunca más».
El cuervo ha influido en muchas obras modernas, entre ellas Lolita, de Vladimir Nabokov, en 1955; «The Jewbird», de Bernard Malamud, en 1963, y «The Parrot Who Knew Papa», de Ray Bradbury, en 1976. El poema es referencia recurrente en la cultura popular: películas, programas de televisión, música y más.
En el primer especial de Noche de Brujas de Los Simpson se realiza una lectura del poema "El Cuervo" de Edgar Allan Poe: Bart interpreta al cuervo, y Homer es el personaje principal del poema. Marge aparece en un retrato como Lenore, Lisa y Magie aparecen como ángeles llevando un incensario sobre la biblioteca (golpeando a Homer con él). El narrador, en la versión original, es James Earl Jones.
En 1976 el grupo musical inglés de rock progresivo The Alan Parsons Project saca a la luz su disco Tales of Mystery and Imagination, basado en los relatos de Poe, con una versión de "El cuervo" de corte electrónico. En 2005, el músico y humorista uruguayo Leo Maslíah publicó el disco Clásicos, en el cual incluye la canción El cuervo, una reelaboración de este poema (siguiendo la misma línea narrativa y métrica, aunque cambiando el nombre de Lenore por el de María Paz).
En España, y precisamente en la misma época en que se creaba El Cuervo, el poeta romántico Nicomedes Pastor Díaz compuso su poema La mariposa negra, de inspiración muy parecida y sin duda uno de los mejores de este autor.
El escritor y humorista español Jorge Llopis publicó una parodia titulada "El loro" en su libro de poemas cómicos La rebelión de las musas.

## Música
Existen diversas referencias o música inspirada directamente del Poema en la cultura popular:
- El poema sinfónico The Raven de Joseph Holbrooke (1900).[53]
- El Lied (canción) para piano y voz The Raven[54] del compositor ecuatoriano Josué Plúa, publicado en la plataforma YouTube (2025).
- La pieza orquestal de Leonard Slatkin (1971) en acompañamiento del poema (estreno europeo dirigido por el compositor al frente de la Orchestre National de Lyon el 11 de octubre de 2024, con Lambert Wilson como narrador).
- La canción The Raven de Alan Parsons en el álbum Tales of Mystery and Imagination (1976).
- La canción Allan de Mylène Farmer en el álbum Ainsi soit-je... (1988).
- La canción My Lost Lenore del grupo de metal gótico Tristania en el álbum Widow's Weeds (1998).
- El álbum The Raven, donde Lou Reed recita el poema (2003).
- La ópera de cámara Le Corbeau de Julien Pinol, estrenada en el Alhambra de Ginebra (2005).
- Una adaptación del grupo Omnia en Pagan Folk (2006).
- La canción Quoth the Raven en el álbum Everything Remains (As It Never Was) del grupo de folk metal Eluveitie (2010).
- La canción Enigme en el álbum À l'abri del rapero Georgio, donde se leen pasajes del poema por Helric Harker (2014).
- La canción Nevermore del grupo estadounidense de post-hardcore Alesana (2014).
- La canción Nevermore del grupo alemán de metal sinfónico Beyond the Black en el álbum Lost in Forever (2016).
- La canción The Raven del grupo griego de black metal Rotting Christ en el álbum The Heretics (2019).
- El personaje recurrente del Cuervo en Mundodisco de Terry Pratchett. [cita requerida]
- La letra inicial de la canción Initials B.B. de Serge Gainsbourg. [cita requerida]